# Theiophytalia kerri
Theiophytalia kerri és una espècie de dinosaure ornitòpode que va viure al Cretaci inferior en el que actualment es Nord-amèrica. Les seves restes fòssils foren trobades a Colorado, Estats Units.